# Presa canari
El presa canari és una raça de gos de grans dimensions, originària de les Illes Canàries. El gos de presa canari es considera, segons una llei del Govern de Canàries, el símbol natural de l'illa de Gran Canària, conjuntament amb el cardó comú.

## Característiques
El Presa Canari és un gos de mida mitjana amb un cos musculós i robust. Segons l'estàndard internacional revisat publicat el 2023, els gossos han de fer entre 61 i 66 cm a la creu i pesar uns 45-57 kg. Les gosses han de fer uns 57-62 cm, amb pesos entre 40 i 50 kg. L'estàndard anterior, del 2018, especificava pesos més elevats, especialment per als gossos (50-65 kg), i alçades mínimes lleugerament inferiors.
El cap és ample, massiu, quadrat i de forma braquicèfalica potent. Si es tallen, les orelles es mantenen erectes. Als països on es prohibeix tallar les orelles, les orelles s'adapten bé al cap; pengen cap avall i han de tenir forma de "rosa". El llavi superior és pendular, sense ser excessiu. Vist de davant, els llavis superior i inferior s'uneixen per formar una V invertida. Les ratlles són lleugerament divergents. L'interior dels llavis és de color fosc.
Era tradicionalment un gos de guarda, com a gos pastor per al bestiar i per a les baralles de gossos, que van ser legals a Espanya fins al 1936 i que han continuat clandestinament després. Fins a la dècada de 1950 va continuar a totes les illes.
Un estudi al Regne Unit va trobar una longevitat mitjana de 7,7 anys, molt inferior a la mitjana de 12,5 per a tots els gossos.

## Història
Als pocs anys de conclosa la conquesta de l'Arxipèlag Canari, es fa referència en els cedularis del Govern de Canàries al seu acord de 5 de febrer de 1526, en el qual i a la vista dels danys ocasionats pels gossos en ramats majors i menors, s'ordena l'extermini d'aquests, a excepció de la parella que s'admet als carnissers per al seu servei, i s'encomana tal acció el senyor Pedro Fernández de Lugo, que posseeix dos gossos de presa ensinistrats per matar.
A través del segle xvi i XVll, són nombrosíssimes les al·lusions i cites que en relació al gos de presa de les Illes Canàries, es fa en la rica documentació històrica que segueix a la Conquesta, especialment en els nomenats cedulari dels cabildos insulars, i si bé en cap moment, es fa descripció del biotip d'aquests gossos, sí que s'explica la funció que desenvolupen. Les missions del gos de presa són essencialment de guarda i de brega amb el bestiar boví, Se cita amb freqüència el seu servei als carnissers, per subjugar el bestiar boví o lligat si és de presa.
La seva funció ens determina, per tant, una morfologia robusta, pròpia d'un molós de presa, però amb agilitat i empenta.
Les illes Canàries, donada la seva estratègica ubicació geogràfica a l'oceà Atlàntic, sempre han constituït l'alt obligat, el descans hospitalari de la ruta americana. A les illes van arribar des de sempre, per aquesta circumstància, les diverses races hispanes que van poblar el Nou Continent, essencialment de caça, rastre i presa, de les quals Espanya disposava generosament.
Concretament, la raça de presa espanyola, el presa espanyol, en les seves varietats de molós pesat o Dogo i molós lleuger o Alà, tan utilitzats en la conquesta d'Amèrica, van aportar corrents de sang al gos de presa existent a les Canàries.
Al llarg del segle xviii, la presència de colons anglesos, és cada vegada més freqüent a l'Arxipèlag, normalment comerciants que resideixen temporalment o permanentment a les Canàries.
El caràcter britànic i les seves tradicions esportives relacionades amb el gos com a combatent, que eren tan aficionats, arriben a les Illes. Per als combats utilitzaven normalment els seus típics gossos gladiadors, tipus Bulldog anglès i Bull terrier, que porten des del seu país, plantejant inevitablement el mestissatge amb el gos de presa existent a l'Arxipèlag.
Aquesta afició anglesa a la lluita de gossos, s'identifica plenament amb el caràcter illenc, de tarannà combatiu, aptitud que es repeteix a les illes Balears amb el seu ca de bou o gos de presa mallorquí, o al Japó amb els Tosa Inu com a gos de baralla nacional.
Es planteja, per tant, a la població de presa de les Illes, determinades modificacions morfològiques. No només es pensa en un gos de presa que desenvolupi una correcta tasca com a guardià o com a gos bover, sinó que a més ha de posseir bona disposició per a la lluita.
Independentment d'aquesta situació, hem de considerar l'existència a les Canàries del Bardina o majorero, oriünd de l'illa de Fuerteventura i molt difós per tot l'Arxipèlag. Aquest gos de brega, dedicat especialment al maneig del bestiar cabrum i excel·lent guardià, uneix a aquestes condicions, una gran resistència física, sobrietat, lladruc escàs i una dentició extraordinària al servei d'un coratge insubornable. El Bardina o majorero va ser introduït, per les seves excel·lents condicions millorants, a les cruïlles que van originar el tipus Presa que va sorgir a conseqüència de la influència anglesa. El seu corrent genètic determina en el presa canari gran part de la seva típica expressió, la seva característica capa Bardina de tonalitat tigrada verdosa, per això popularment se l'anomena Verdino, el seu pèl rústic i la seva bona disposició per a la lídia amb el bestiar.
Avançat el segle present l'afició als combats va en augment. Es baralla lliurement i s'estableixen quadres on es reuneixen i seleccionen els exemplars per les seves millors condicions per a la lluita, no per les seves característiques racials. Aquesta situació va determinar la selecció del presa canari, des d'un punt de vista netament funcional. És a dir, que sempre va constituir una agrupació ètnica amb magnífiques condicions que des de molt antic es van desenvolupar a les Illes Canàries, però mai es va tractar d'establir un fenotip que ens donés la seva veritable identitat.
Un cop decretada la prohibició de les baralles a Espanya el 1946 el presa canari va declinant, situació que s'agreuja per la invasió de races foranes de les illes, fins a arribar gairebé a l'extinció cap a l'any 1960. El 1991 el govern regional va decretar que era un símbol de la natura de Gran Canària.
A partir del 1970 comença la recuperació. El seu ressorgiment és lent però ininterromput. L'interès del presa canari, com a part del Patrimoni Autòcton de les Illes Canàries és generalitzat, si bé no es planteja encara el programa de selecció i millora imprescindible per obtenir la fixesa genètica que perpetua la raça.